# The Escape (film 1914)
The Escape è un film muto del 1914 diretto da D.W. Griffith. Si basa sull'omonimo lavoro teatrale scritta da Paul Armstrong (che qui firma anche la sceneggiatura), andato in scena a Broadway il 20 settembre 1913 al Lyric Theatre. È ritenuto un film perduto.

## Produzione
Il film fu prodotto dalla Majestic Motion Picture Company.

## Distribuzione
Distribuito dalla Mutual, il film uscì nelle sale cinematografiche statunitensi il 1º giugno 1914. Non si conoscono copie ancora esistenti della pellicola che viene considerata presumibilmente perduta.